# Miner comú
El miner comú (Geositta cunicularia) és una espècie d'ocell de la família dels furnàrids (Furnariidae).

## Descripció
- Mesura uns 15 cm de llargària. Bec negre, més clar a la base.
- Parts superiors marró grisenc. Per sota blanquinós, amb línies longitudinals fosques al pit. Cap marró grisenc amb cella clara. Ales rogenques acabades en negre.

## Hàbitat i distribució
Zones obertes des de la costa fins a la muntanaya mitjana, al sud del Perú, centre i sud de Bolívia, Uruguai, sud-est del Brasil, Xile i Argentina fins a la Terra del Foc.

## Subespècies
Se n'han descrit 9 subespècies:
- G. c. contrerasi Nores et Yzurieta, 1980. Oest de l'Argentina.
- G. c. cunicularia (Vieillot, 1816). Des del sud de Brasil fins a l'est i sud de l'Argentina i de Xile.
- G. c. deserticolor Hellmayr, 1924. Des de la costa sud de Perú fins al nord de Xile.
- G. c. fissirostris (Kittlitz, 1835). Centre de Xile.
- G. c. frobeni (Philippi et Landbeck, 1864). Vessant del Pacífic del sud de Perú.
- G. c. georgei Koepcke, 1965. Costa sud de Perú.
- G. c. hellmayri Peters JL, 1925. Est de la zona central de Xile i oest de l'Argentina.
- G. c. juninensis Taczanowski, 1884. Centre de Perú.
- G. c. titicacae Zimmer, 1935. Sud de Perú, oest de Bolívia, nord de Xile i nord-oest de l'Argentina.